# Ture Petrén
Se även Thure Petrén
Ture Erik Alfred Petrén, född 16 mars 1902 i Vadstena, död 23 februari 1976, var en svensk läkare. Han var son till Alfred Petrén och dennes hustru Märta, född Kylander. 
Petrén blev medicine licentiat vid Karolinska institutet i Stockholm 1933 och medicine doktor där samma år på avhandlingen Die Venen der Gallenblase und der extrahepatischen Gallenwege beim Menschen und bei den Wirbeltieren. Han var amanuens och prosektor i anatomi vid Karolinska institutet 1925–1935, tillförordnad professor 1936–1940 och professor i anatomi där 1940–1968. Han var inspektor för Tandläkarinstitutet i Stockholm 1940–1947. Han promoverades till odontologie hedersdoktor i Stockholm 1962. Han författade en rad läroböcker i anatomi.